# 제스 웨이드
제스 웨이드(Jess Wade, 본명: Jessica Alice Feinmann Wade BEM, 1988년 10월 ~)은 임페리얼 칼리지 런던의 블래켓 연구소(Blackett Laboratory)에서 라만 분광법을 전문으로 하는 영국의 물리학자이다. 그녀의 연구는 폴리머 기반 유기 발광 다이오드(OLED)를 조사한다. 그녀는 과학, 기술, 공학, 수학(STEM) 분야의 대중 참여 활동을 통해 물리학 분야의 여성을 옹호하고 위키백과에서 젠더 및 인종 편견과 같은 체계적 편견을 다루고 있다.

## 어린 시절과 교육
웨이드는 두 명의 의사의 딸이고, 그녀의 할아버지 레슬리 파인만(Leslie Feinmann) 역시 의사였으며 맨체스터의 유대인 게토에서 러시아어를 사용하는 어머니와 리투아니아계 유대인, 독일계 유대인 혈통의 아버지 사이에서 태어났다.